# Adolphe Henri Dubasty

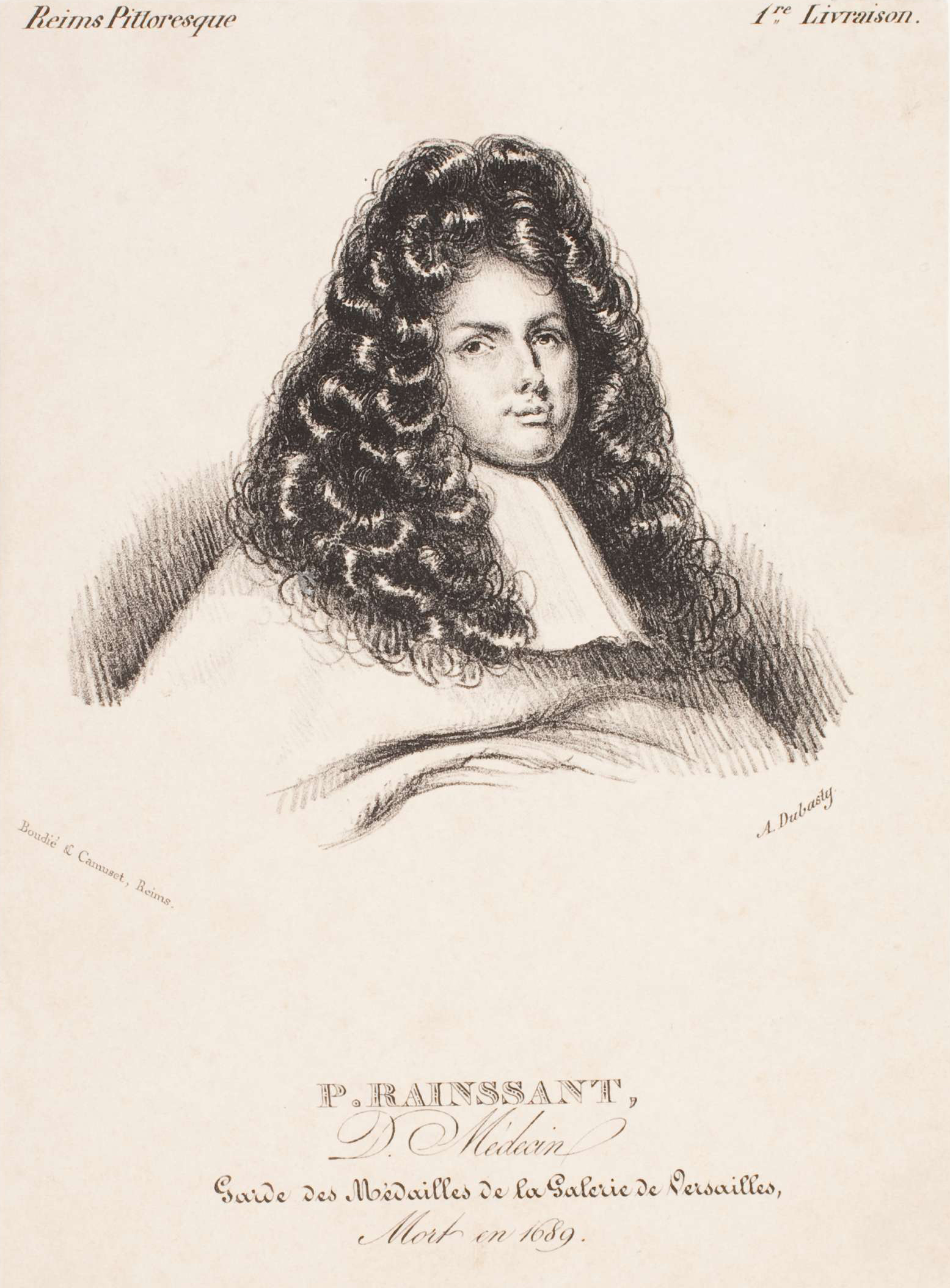
Portrait de Pierre Rainssant (1640-1689) par Adolphe Henri Dubasty

Adolphe Henri Dubasty (Paris, 19 juin 1814 - Paris 4e, 29 décembre 1883) est un peintre français.

## Biographie
Adolphe Henri Dubasty est le fils des peintres François Pierre Dubasty et Émilie Madeleine Touzet. Son oncle Albert Paul Bourgeois est peintre ainsi que son cousin Paul Jérôme Bourgeois.
Élève d'Ingres, Adolphe Henri Dubasty entre à l'École des beaux-arts le 31 mars 1832. Il participe au salon de 1844 à 1879 et y obtient en 1845 une médaille de 3e classe .
Son David tenant la tête de Goliath (1846) est conservée au Musée du Louvre.
En 1851, il épouse Marianne Eugénie Roulet.
Il est mort à son domicile du quai de Bourbon, à l'âge de 69 ans.

## Œuvres
On lui doit de nombreux portraits et des scènes religieuses. 
- Portrait d'officier, 1841
- La Jeune Mère
- David tenant la tête de Goliath, 1846, Musée du Louvre
- Le Matin, 1854
- Portrait d'homme
- Femme à sa toilette, 1831
- Portrait d'une Gitane 1872Méditation, 1855
- Les Joueurs de dés

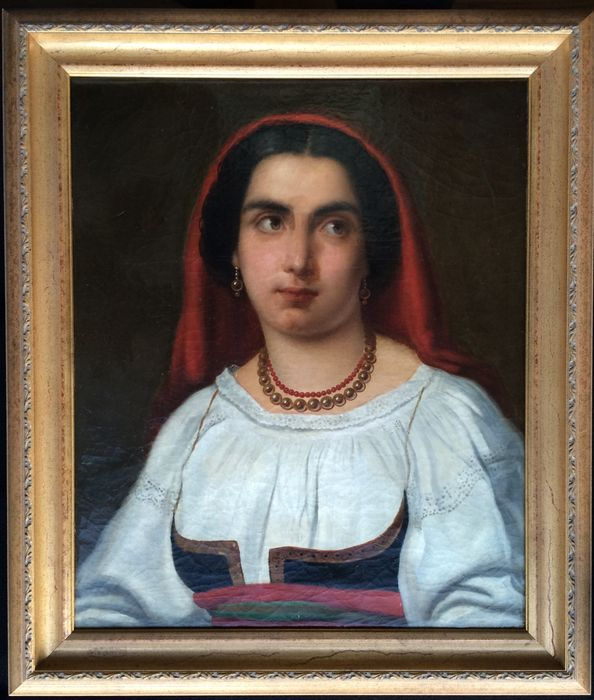
Portrait d'une Gitane 1872

- Portrait d'une Gitane, 1872, collection privée
- Le Christ au tombeau, 1873, église de Malakoff